# Carlo Cattaneo (Admiral)

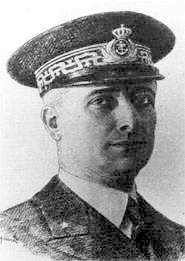
Carlo Cattaneo

Carlo Cattaneo (* 6. Oktober 1883 in Sant’Anastasia; † 29. März 1941 bei Kap Matapan) war ein italienischer Marineoffizier, zuletzt im Rang eines Ammiraglio di divisione.

## Leben
Cattaneo besuchte zunächst die Militärschule „Nunziatella“ in Neapel. 1902 wurde er in die Marineakademie in Livorno aufgenommen, die er im Rang einer Guardiamarina abschloss.  Von 1908 an leistete er Dienst auf dem Schlachtschiff Ammiraglio di Saint Bon und konnte sich beim humanitären Hilfseinsatz der italienischen Marine nach dem Erdbeben von Messina am 29. Dezember 1908 auszeichnen. Zwischen 1911 und 1912 nahm er am Italienisch-Türkischen Krieg als Kommandant eines Landungstrupps teil, der an der Besetzung von Tripolis beteiligt war. Für diese Aktion wurde er mit der Tapferkeitsmedaille in Silber ausgezeichnet. 1913 wurde er zum Kapitänleutnant befördert. Im Frühjahr 1915 war er Geschwaderführer des in Brindisi stationierten U-Boot-Geschwaders an Bord des U-Boots Argonauta. Nach dem italienischen Kriegseintritt in den Ersten Weltkrieg kommandierte er das Torpedoboot Orsa, das in der südlichen Adria im Einsatz war und im Juli 1915 wurde er mit der Tapferkeitsmedaille in Bronze ausgezeichnet. Später diente er an Bord von Zerstörern. 1919 erhielt er seine zweite Tapferkeitsmedaille in Silber.
Im Januar 1920 wurde er zum Marineattaché in Istanbul ernannt und noch im selben Jahr zum Korvettenkapitän befördert. 1929 diente er im Marineministerium, wurde später zum Kommandanten befördert und zum Marineattaché zunächst in Rumänien und später in Jugoslawien ernannt. Im Jahr 1932 wurde er zum Kapitän zur See befördert und kommandierte von Dezember 1933 bis April 1935 den Leichten Kreuzer Di Giussano. 1937 wurde er zum  Contrammiraglio befördert. Schon 1938 erfolgte die Beförderung zum Ammiraglio di divisione. Cattaneo wurde Kommandant der 3. Kreuzerdivision. Er führte diesen Verband in der Seeschlacht bei Punta Stilo am 9. Juli 1940. Für seinen Einsatz in der Schlacht wurde er mit der dritten Tapferkeitsmedaille in Silber ausgezeichnet.

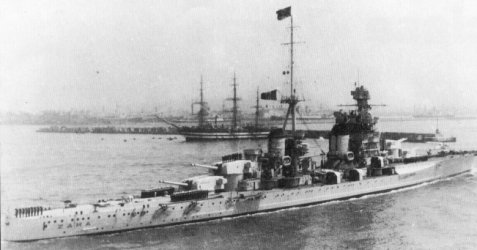
Schwerer Kreuzer Zara mit dem Cattaneo unterging

Bei der Schlacht bei Kap Matapan gegen die britische Royal Navy im östlichen Mittelmeer zwischen Kap Matapan und der Insel Gavdos befehligte er die 1. Kreuzerdivision. Die 1. Kreuzerdivision bestand aus den drei Schweren Kreuzern Zara (Flaggschiff 1. Kreuzerdivision), Pola, Fiume und als zugeordneten Geleitverband die 9  Zerstörer-Flottille mit den Schiffen Vittorio Alfieri (Flaggschiff 9. Zerstörer-Flottille), Alfredo Oriani, Giosuè Carducci und Vincenzo Gioberti. Ein Verband der Royal Navy, darunter die drei Schlachtschiffe Warspite, Barham und Valiant, konnte sich in der Nacht des 28. März 1940 unbemerkt der 1. Kreuzerdivision nähern. Die italienischen Schiffe verfügten über kein Radar. Obwohl es bei Tag zu Kämpfen zwischen italienischen und britischen Schiffen gekommen war, befanden sich die Geschütze der Italiener in Ruhestellung und die Besatzungen waren nicht in Alarmbereitschaft versetzt. Auf 3500 Meter Entfernung eröffneten die britischen Schlachtschiffe das Feuer. Innerhalb von drei Minuten wurde die 1. Kreuzerdivision zusammengeschossen. Während mehrere Schiffe der 1. Kreuzerdivision schnell sanken, schwamm Cattaneos Flaggschiff Zara zunächst schwer beschädigt weiter. Um zu verhindern, dass die Zara in britische Hände fiel, befahl Cattaneo die Selbstversenkung. Die Schiffscrew sprang daraufhin in die See. Der Zerstörer Jervis feuerte am 29. März um 02:40 Uhr Torpedos ab. Darauf sank die Zara. Cattaneo gab seine Schwimmweste einem verwundeten Matrosen ohne Schwimmweste. Noch während der Nacht verschwand Cattaneo. Von der 1. Kreuzerdivision wurden nur die schwer beschädigten Zerstörer Alfredo Oriani und Vincenzo Gioberti nicht versenkt.
Cattaneo wurde posthum mit dem höchsten Militärorden Italiens, der Tapferkeitsmedaille in Gold, ausgezeichnet.